# Wartburg (Tennessee)
Wartburg és una població dels Estats Units a l'estat de Tennessee. Segons el cens del 2000 tenia 890 habitants.

## Demografia
Segons el cens del 2000, Wartburg tenia 890 habitants, 363 habitatges, i 197 famílies. La densitat de població era de 357,9 habitants/km².
Dels 363 habitatges en un 29,2% hi vivien nens de menys de 18 anys, en un 35,5% hi vivien parelles casades, en un 16% dones solteres, i en un 45,7% no eren unitats familiars. En el 43,3% dels habitatges hi vivien persones soles el 21,2% de les quals corresponia a persones de 65 anys o més que vivien soles. El nombre mitjà de persones vivint en cada habitatge era de 2,12 i el nombre mitjà de persones que vivien en cada família era de 2,95.
Per edats la població es repartia de la següent manera: un 23% tenia menys de 18 anys, un 7,3% entre 18 i 24, un 21,6% entre 25 i 44, un 20,4% de 45 a 60 i un 27,6% 65 anys o més.
L'edat mediana era de 42 anys. Per cada 100 dones de 18 o més anys hi havia 62,3 homes.
La renda mediana per habitatge era de 19.722 $ i la renda mediana per família de 37.917 $. Els homes tenien una renda mediana de 32.708 $ mentre que les dones 22.143 $. La renda per capita de la població era de 12.252 $. Entorn del 24,5% de les famílies i el 29,8% de la població estaven per davall del llindar de pobresa.

## Poblacions més properes
El següent diagrama mostra les poblacions més properes.